# David Hilchen
David Hilchen (* um 1561 in Riga; † März 1610 in Orissow) war ein livländischer Humanist und Syndikus der Stadt Riga.

## Leben
David Hilchen entstammte einer bürgerlichen Familie der Oberschicht Rigas. Sein Vater, zugewandert aus Köln, war Hans Hilchen († 1597), Kaufmann und Gildenältermann in Riga. Seine Mutter war Catharina Kalb († 1588). Sein Bruder war Johannes Hilchen, Apotheker und Stadtphysikus in Riga, sowie von 1600 bis 1606 Leibarzt dreier Zaren.
Er studierte seit 1580 Rechtswissenschaften in Tübingen, Heidelberg und Ingolstadt. Nach seiner Promotion begleitete er als Hofmeister den Prinzen Aleksander Olelkowicz Słucki († 1591) auf seiner Grand Tour durch Europas Hauptstädte. Im Anschluss wurde Hilchen zunächst in die Kanzlei des polnischen Großkanzlers und Großhetman Jan Zamoyski aufgenommen, der ihm zeit seines Lebens ein Freund und Förderer blieb.
1585 kehrte er nach Riga zurück und wurde dort Oberratssekrätär. So fiel Hilchen eine wesentliche Rolle während der Kalenderunruhen in Riga zu, in deren Folge er als Gesandtschaftsführer der Stadt schließlich den sogenannten Severini-Vertrag aufsetzte, in dem die Verhältnisse zwischen Rat und Gilden Rigas, aber auch der Kalenderstreit geregelt wurde. Er ließ ebenfalls die deutschen Privilegien Rigas gegenüber der Krone Polens bestätigen.
Im Jahr 1588 holte er mit Klaas Mollyn den ersten Buchdrucker in die Stadt und hatte auch redlichen Anteil an der Vergrößerung der 1553 gegründeten Stadtbibliothek.
Als Stadtsyndikus wurde Hilchen in den Jahren 1589, 1590 und 1595 dreimal auf den Warschauer Reichstag delegiert, um die Interessen Rigas vorzutragen und zu vertreten. Im Jahre 1596 sandten ihn die Landstände, vertreten durch Reinhold Brackel und Otto Dönhoff, erneut nach Warschau, um die livl- und kurländischen Landesprivilegien zu verteidigen. Der König setzte daraufhin in Riga eine Kommission ein, die bis um den Jahreswechsel 1599/1600 ihre Arbeit tat. Das von Hilchen im Ergebnis 1599 verfasste neue livländische Landrecht trat jedoch nicht in Kraft.
Sein, von ihm selbst eingesetzter, Vertreter Jokob Godemann aus Lüneburg konspirierte hingegen gemeinsam mit dem Bürgermeister und Burggraf von Riga Nicolaus Eck gegen Hilchen und bezichtigte diesen des Hochverrats an der Stadt. Infolgedessen wurde Hilchen in Abwesenheit am 8. Mai 1601 zum Tode verurteilt und für vogelfrei erklärt.
Hilchen schloss sich indessen Jürgen Fahrensbach an, der 1602 vor Fellin in seinen Armen seinen ebd. erhaltenen Wunden erlag. Im Polnisch-Schwedischen Krieg stritt er für die polnische Seite. Er gelangte anschließend mit der Armee nach Krakau und nahm seinen Wohnsitz auf Zamoyskis Gut Orissowo, von wo er den Rechtsstreit mit Godemann weiter betrieb. Erst nach Zamoyskis Tod im Jahre 1605 wurde Hilchens Todfeind Godemann aus Riga vertrieben. Erst viele Jahre später, 1609 rehabilitierte König Sigismund III. Hilchen und seinen Schwiegervater Nyenstede und restituierte sie formell in allen Ämtern, Würden und Ehren. Hilchen verließ Orissowo jedoch nicht mehr und verstarb dort im Exil. Sein Leichnam wurde nach Riga überführt und in der Familienstätte beigesetzt.
Bereits am 2. Januar 1591 wurde er mit seinen Brüdern Johann und Thomas in den polnischen Adelstand gehoben und in die Wappengenossenschaft „Jelita“ aufgenommen. Auch wurde er von König Sigismund III. Wasa 1595 mit Bresemoise, 1596 mit Westerotten und 1696 mit dem nach ihm bzw. seiner Familie benannten Gut Hilchensholm doniert. 1598 erwarb er zudem Planup und 1599 kaufte er zudem von Thomas von Ramm das anschließend ebenfalls seinen Namen tragende Hilchensfähr.

## Familie
Hilchen vermählte sich in Riga am 8. Januar 1587 mit Kaufmannstochter Katharina Krummhausen, Stieftochter des Bürgermeisters von Riga Franz Nyenstede († 1622). Aus der Ehe gingen vier Söhne und mehrere Töchter hervor.
- Franz Hilchen († vor 1632), studierte um 1618 in Gießen, ⚭ Sophia Friedrichs
- Alexander († nach 1632), besaß 1631 das Gut Planup und 1632 Kipsal
- Johann
- David (* 1604), ⚭ vor 1631 Christiane von Huelsen

## Werke (Auswahl)
- Livoniae supplicantus ad S. Regiam Maiestatem (…) Orotio (…), Krakau 1597; Riga 1597 (Ruien 1803)
- Cypeus innocentiae et veritates, Zamosc 1604 (Ruien 1804)
- Epicedion memoriae et honori magnifici et generosi domini Georgii Schenking, Zamosc 1604 (Ruien 1807)
- Honori herois Zamoscii (…), Helmstedt 1605 (Ruien 1807)
- Vita illustris, ac magnifici herois Georgi Farensbach, Palatini olim Vendensis, Zamosc 1609 (Ruien 1803)